# Schmetterlingshaus im Elbauenpark

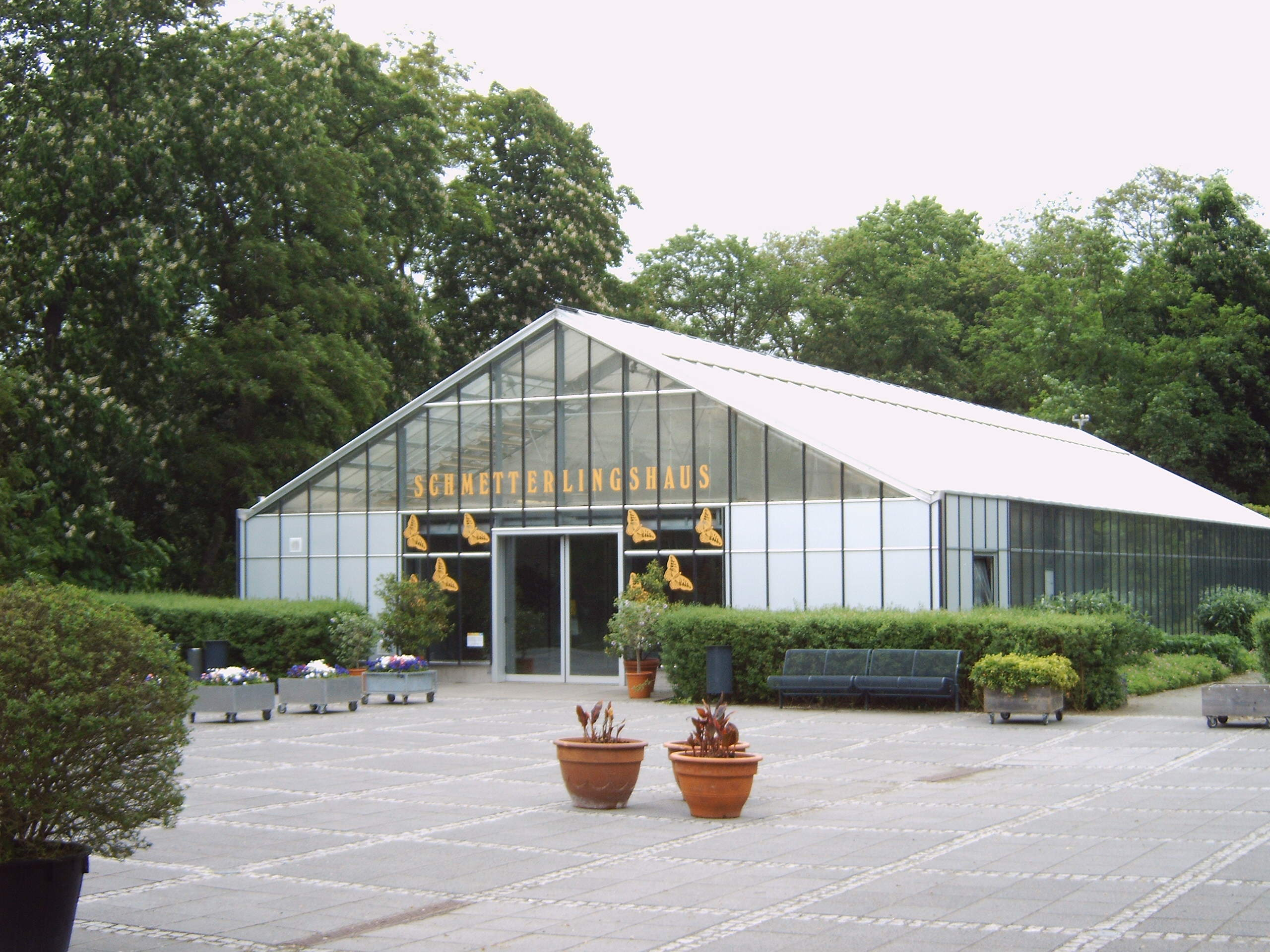
Schmetterlingshaus im Elbauenpark

Das Schmetterlingshaus im Elbauenpark ist ein Schmetterlingszoo innerhalb des Elbauenparks in Magdeburg.

## Anlage
Im an der Nordseite des Parks gelegenen Schmetterlingshaus werden auf 360 m² zwischen 200 und 300 Falter aus circa 25 Arten gezeigt. Die Falter werden als Puppen von einer britischen Farm bezogen, zum Teil jedoch auch selbst nachgezogen und schlüpfen dann in einem für die Besucher einsehbaren Schaukasten. Im Haus besteht ein tropisches Klima von 28 bis 29 Grad Celsius bei einer Luftfeuchtigkeit von 90 %. Die Innengestaltung ist ebenfalls den Tropen nachempfunden. Neben zahlreichen tropischen Pflanzen ist ein kleiner Wasserlauf angelegt, über den eine Holzbrücke führt. Zuzüglich zum Parkeintritt muss für den Besuch des Schmetterlingshauses kein Eintritt gezahlt werden. Es können jedoch nur 50 Besucher gleichzeitig in den Schauraum.

## Geschichte
Das Schmetterlingshaus wurde im August 2000 eröffnet, bestand also zur Eröffnung des Parks zur Bundesgartenschau 1999 noch nicht. Die nachträgliche Anschaffung einer weiteren Attraktion war eine Reaktion der Parkleitung auf die nach Abschluss der Bundesgartenschau deutlich nachlassenden Besucherzahlen. Der Betreiber eines weiteren in der Region ansässigen Schmetterlingshauses, des alaris Schmetterlingsparks in Wittenberg, protestierte erfolglos wegen Wettbewerbsverzerrung gegen das öffentlich subventionierte neue Schmetterlingshaus.

## Tiere
An Schmetterlingen werden unter anderem gehalten Blauer Morphofalter, Indisches Blatt, Asiatischer Komet, Atlasseidenspinner, Eulenfalter, Baumnymphe, Scharlachroter Ritter, Grüner Schwalbenschwanz und Smaragd Schwalbenschwanz.
Neben Schmetterlingen werden als weitere Insekten Gespenstschrecken gehalten. Auch Reptilien wie der Große Madagaskar-Taggecko und einige Vögel, zum Beispiel Chinesische Zwergwachteln und Diamanttäubchen, leben im Schmetterlingshaus.